# Венетский язык (современный)
Вене́тский язы́к (также венетский диалект, венетская группа диалектов; итал. lingua veneta; самоназвание — łéngua vèneta) — один из романских языков. Распространён на северо-востоке Италии, прежде всего, в области Венеция. Традиционно относится к «итальянским диалектам».

## Лингвогеография / Современное положение

### Ареал и численность
Венетские диалекты распространены как в области Венеция, так и на территориях сопредельных областей. На северо-запад от Венеции венетские диалекты занимают часть восточной и южной зон провинции Трентино (область Трентино-Альто-Адидже). Они также распространились в области Фриули-Венеция-Джулия, где вытеснили говоры фриульского типа или сосуществуют с ними. Политическое и культурное влияние Венеции привело к многовековому господству венецианского диалекта, относящегося к венетской группе, по всему северному побережью Адриатики. Крайний север области Венеция (часть провинции Беллуно) занимают ладинские говоры. На востоке образовалась переходная фриульско-венетская зона, так называемая «амфизона».
В 1882 году группа носителей венетского диалекта из Вальсугано (Трентино) переселилась в город Штивор в Боснии, где до сих пор проживают 470 человек итальянского происхождения, среди которых старшее поколение частично сохраняет венетский диалект.
Венетские диалекты сохраняются и среди иммигрантов в Бразилии, Мексике, Аргентине.
После Второй мировой войны венетские диалекты и прежде всего венецианский утратили прежнюю роль на побережье Далмации (составная часть современной Хорватии), Герцеговины и Черногории, где со Средних веков существовало романско-славянское двуязычие.
По данным 2006 года во всей Италии на венетском разговаривали 3 316 819 чел..

### Диалекты
Современные венетские диалекты подразделяются на следующие ареалы:
- венетский центральный (падуанско-вичентино-полезанский), занимающий и восток Трентино (говоры Вальсуганы и Тезино). В этом ареале существуют важные различия между городскими и сельскими диалектами, в том числе между диалектом исторического центра Венеции — города Падуи и диалектами окружающих сельских районов;
- венетский северо-восточный (Тревизо-Фельтре-Беллуно), к которому примыкает ливентинский говор, имеющий некоторые венецианские характеристики; с востока этот ареал соприкасается с венетско-фриульской «амфизоной». Городской диалект Тревизо ближе к собственно венецианскому;
- западновенетский (веронский), распространенный также на юге Трентино (Валь-Лагарина);
- (восточно-)трентинский (Тренто); центр этого ареала занимают переходные венето-ломбардские диалекты, а восток — собственно венетские;
- венецианский, называемый также «лагунным» венецианским и охватывающий, помимо собственно города Венеция, побережье Венецианской лагуны от Кьоджи на юге до Каорле на севере, а также непосредственно прилегающую к Венеции часть континентальной территории (Местре). К этой группе относится и еврейско-венецианский;
- «колониальные» диалекты, возникшие при распространении различных вариантов венетского в ареалах иных идиомов (фриульского или славянских наречий). К ним относятся:
  - градезе (итал. gradese, gravisano) — говор острова и города Градо.
  - бизиакко (итал. bisiacco) — говор прибрежных территорий от низовья реки Изонцо до нагорья Карсо.
  - говоры городов Фриули — Удине, Порденоне, Портогруаро (в отличие от фриульского языка сельских жителей).
  - триестинский говор — сложился на восточной границе Италии, в городе Триесте.

Языковая стратификация в Венеции является следствием достаточно сложной истории. С одной стороны, существовало и продолжает существовать венетское койне, основанное на центральных диалектах. С другой стороны, господство Венеции на Адриатике обусловило престижность «лагунного» венецианского. В городах Фриули именно венецианский становился престижным наречием правящих классов. Более того, само формирование венетского койне проходило под влиянием венецианского диалекта. Вместе с тем, градезе и бизиакко характеризуются скорее общевенетскими, нежели венецианскими чертами. На территории Фриули сосуществование и взимопроникновение венетских и фриульских говоров привело к мозаичному сочетанию характеристик обоих ареалов на разных языковых уровнях.
К венетским диалектам примыкают и остатки романского языкового слоя, сохранившиеся у истро-романцев и истро-румын полуострова Истрия, на территории современных государств Хорватии и Словении. Так, на юго-западе Истрии (в пределах Хорватии) бытует особая форма романской речи, определяемая исследователями как истриотский или истро-романский язык. В зоне же, прилегающей к границе с Италией, то есть на северо-западе и на западе п-ова Истрия, сохраняются говоры венетского типа. Долгое время в качестве литературного языка там использовалась обработанная форма венецианского. При Муссолини значительная часть истро-романцев была ассимилирована итальянцами (б. ч. носителями именно венетских диалектов). После Второй мировой войны большая часть носителей итальянских диалектов эмигрировала в Италию.

## Письменность
При записи используется итальянская графика. Существовала традиция записывать аффрикаты /ts/, /dz/ и их аллофоны через «c», а также использовать «x» для записи сибилянтов /s/, /z/, артикуляция которых раньше была значительно сдвинута назад. До сих пор удерживается венецианское написание xe [ze] для формы 3-го лица ед. числа настоящего времени индикатива глагола ser (быть).
Диалекты Венеции имеют многовековую и непрерывную литературную традицию. Особое место занимает венецианский, использовавшийся как официальный язык Венецианской республики и выполнявший функцию лингва-франка в Восточном Средиземноморье. На венецианском писались хроники, стихи, существовала драматургия, расцвет которой связан с именем Карло Гольдони (1707—1793). В Падуе с XVI веке сложился круг поэтов и драматургов, писавших на так называемом pavano — центрально-венетском диалекте, стилизованном под простонародный, сельский вариант; среди них наиболее известен А. Беолько, писавший под псевдонимом Рудзанте (конец XV век — 1542 год). Свои драматурги, писатели, поэты были и в других частях области Венеции, и литературная традиция на различных венетских диалектах сохраняется до сих пор. Из современных поэтов можно отметить веронца Б. Барбани (1872—1945), триестинца В. Джотти (1885—1957), уроженца Градо Б. Марина (1891—1985).
Венеция — один из наиболее изученных диалектных ареалов. Уже в 1775 году появляется авторитетный диалектный словарь Г. Патриарки «Венецианский и падуанский словарь с соответствующими тосканскими словами и выражениями» («Vocabolario veneziano e padovano co’ termini e modi corrispondenti toscani»), традиции которого продолжил Дж. Боэрио, выпустивший в 1829 г. «Словарь венецианского диалекта» («Dizionario del dialetto veneziano»). Крупнейшим центром исследования венетских диалектов является университет Падуи.

## История языка
В Венетии, в отличие от остальной Северной Италии, субстрат был преимущественно не кельтским. Основное население составляли венеты, главное поселение которых первоначально находилось на месте современного Эсте, язык этой группы племён образует особую группу в составе индоевропейской семьи. О языковой принадлежности другой группы племен в Венетии — эвганеях, судить достаточно трудно. Считается, что они довольно рано слились с венетами. В горных районах на севере Венетии прослеживаются элементы не индоевропейского ретийского субстрата. На западе Венетии (Верона) находилась зона расселения кельтов.
Существенные расхождения между венетским и соседними галло-итальянскими языками объясняются, в значительной мере, различиями в субстратной основе, обусловившей «негалльский» характер этого ареала (итал. agallicita). В венетском отсутствуют огубленные /ö/ и /ü/ (сохраняются частично в Трентино), не происходит палатализации ударного A и группы CT.
Для дальнейшего диалектного развития представляется важной связь Венеции с Византией в раннем средневековье, защитившая Венецию от вторжения германцев, благодаря чему венецианский иногда определяют как «византийский венетский».
На «колониальные» диалекты оказали влияние те языки, которые были распространены в этих зонах раньше. Так, со славянским (словенским) влиянием связывают существующую в триестинском говоре тенденцию не соблюдать правила согласования времен.

### Лексика
Лексический состав диалектов Венеции имеет значительные расхождения с литературным итальянским. Есть общие северные лексемы, например, ancuo (сегодня). Немало различий и внутри венетского ареала, особенно между венецианским и центральным венетским. В западных венетских диалектах нередко прослеживаются совпадения с ломбардским диалектным ареалом.
Расхождения в венетских диалектах могут быть связаны как с различным морфологическим оформлением родственных лексем, так и с использованием слов разного происхождения:
- падуан. tosato, венец. toso, верон. butel, итал. ragazzo — «юноша, мальчик»;
- падуан. nevoda, венец. nesa, верон. neoda, итал. nipote — «племянница»;
- падуан. putelo, венец. puteo, верон. butin, итал. bambino — «ребенок, мальчик»;
- падуан. favaro, венец. fravo, верон. ferar, итал. fabbro — «кузнец»;
- падуан. naro, венец. и верон. nio, итал. nido — «гнездо»;
- падуан. и венец. traversa, верон. gronbial, итал. grembiule — «фартук»;
- венец. fio, падуан. fiolo, верон. fiol, итал. figlio — «сын»;
- падуан. и венец. amia, верон. sia, сев.-вост. gaga, итал. zia — «тётя».

Есть совпадения с фриульским ареалом: сев.-вост. feda (овца).

## Венетская Википедия
Существует раздел Википедии на венетском языке («Венетская Википедия»), первая правка в нём была сделана в 2005 году. По состоянию на 8:13 (UTC) 20 марта 2025 года раздел содержит 69 388 статей (общее число страниц — 143 017); в нём зарегистрировано 38 210 участников, 4 из них имеют статус администратора; 44 участника совершили какие-либо действия за последние 30 дней; общее число правок за время существования раздела составляет 1 178 295.